# Пероксид урана
Перокси́д урана́ (перокси́д урани́ла) — неорганическое соединение урана  с химической формулой UO4 · nH2O, где n = 0—4. Бледно-жёлтые кристаллы. Является продуктом на одной из стадий ядерного топливного цикла обогащенного урана.

## Получение
В виде дигидрата образуется в виде нерастворимого в воде остатка при обработке нитрата уранила пероксидом водорода. Данный процесс носит названия перекисного аффинажа и используется в качестве стадии очистки уранового ядерного топлива  при его производстве и переработке. 
{\displaystyle {\ce {UO2(NO3)2 + H2O2 + 2H2O -> UO4*2H2O v + 2HNO3}}}.
Аналогично реагируют и другие соли уранила, например сульфат. 
Пероксид уранила также образуется при взаимодействии оксида урана(V,VI) с пероксидом водорода.